# خفاش شربر الأصفر
خفاش شربر الأصفر أو الخفافيش المنزلية العملاقة هي نوع من الخفافيش الليل . وهي موجودة في بنين وجمهورية الكونغو الديمقراطية وساحل العاج وغانا وكينيا وملاوي وموزمبيق ونيجيريا والسنغال وتنزانيا وتوغو وزيمبابوي . لها طبيعية استوائية وشبه الاستوائية أو المدارية رطبة منخفضة الغابات وجافة. إنه نوع غير شائع وبيولوجياً غير معروف جيدًا. تم وصفه لأول مرة في عام 1774 من قبل عالم الطبيعة الألماني يوهان كريستيان دانيال فون شريبر ، الذي أطلق عليه اسم Vespertilio nigrita ثم تم نقله في وقت لاحق إلى جنس Scotophilus ، مما يجعله Scotophilus nigrita .

## وصف
يُعد خفاش شربر الأصفر خفاشًا كبيرًا وقويًا وهو أكبر خفاش من هذا النوع في إفريقيا. ويبلغ طول الرأس والجسم حوالي 190 مليمتر (7 بوصة) و طول الذيل من 80 مليمتر (3 بوصة) وطول الذراع الأمامي من حوالي 80 مليمتر (3.1 بوصة). الإناث تميل إلى الحصول على الساعدين أطول قليلا من الذكور. الأنياب متطورة جيدًا ويحتوي الفك العلوي على قواطع مفردة وأربعة أسنان في الخد من كل جانب والفكين السفليان لا يوجد بهما قواطع وفيه خمس أسنان. الاذن متوسطة الحجم ومنفصلة على نطاق واسع وليس هناك ورقة الأنف . قشرة الجلد الظهرية عبارة عن ظلال بنية داكنة أو بنية رمادية اللون مظللة باللون الأصفر. شعر بطني أصفر شاحب أو رمادي مصفر. أغشية الجناح ذات لون بني غامق وذيل مغلق بالكامل تقريبا في الغشاء الفخذي.

## التواجد
هذا نوع غير شائع ويتواجد بشكل واسع في جميع أنحاء أفريقيا. في غرب إفريقيا المنطقة المدارية في السنغال وساحل العاج وغانا وتوغو ونيجيريا وفي وسط إفريقيا في جمهورية الكونغو الديمقراطية والسودان وغرب كينيا وتنزانيا وفي الجنوب الأفريقي يتواجد في موزمبيق وملاوي وشرق زيمبابوي. نظرًا لأنها تطير عالياً ونادراً ما يتم صيدها في شبكات الصيد. تجثم في مواقع مختلفة وتتواجد تحت سقف كوخ من الحديد في ضل درجة حرارة أكثر من 40 °م (104 °ف) أو فوق قاع نهر جاف أو فوق بركة أو في شجرة نخيل دوم جوفاء.

## سلوك
لا يُعرف سوى القليل عن سلوك هذا الخفافيش أو بيولوجيته التناسلية أو نظامه الغذائي. هناك فرضية أنها آكلة اللحوم على النحو الذي موجود في اسنان الخد. في البحث تم الكشف انه قد أكل السحالي والخفافيش الميتة إلا أن بعض جوانب أخرى للأسنان تشير إلى أن خفاش شربر الأصفر لهو حاشر حيث يتم تكييفها الأسنان لسحق بدلا من تقطيع الطعام لشرائح.